# Erdal Kızılçay
Erdal Kızılçay (1950) é um multi-instrumentista turco conhecido por ter trabalhado durante muitos anos com David Bowie.